# Чернелевецька волость
Чернелевецька волость — історична адміністративно-територіальна одиниця Старокостянтинівського повіту Волинської губернії з центром у селі Чернелівка.
Станом на 1886 рік складалася з 10 поселень, 10 сільських громад. Населення — 5050 осіб (2500 чоловічої статі та 2550 — жіночої), 863 дворових господарств.
|                     | Площа, десятин | У тому числі орної, дес. |
| ------------------- | -------------- | ------------------------ |
| Сільських громад    | 4604           | 4270                     |
| Приватної власності | 6238           | 3535                     |
| Іншої власності     | 295            | 199                      |
| Загалом             | 11137          | 8004                     |

Поселення волості:
- Чернелівка — колишнє власницьке село при річці Случ за 33 верст від повітового міста, 686 осіб, 145 дворів, православна церква, школа, постоялий будинок, кузня, 3 водяних млини.
- Волиця — колишнє власницьке село, 827 осіб, 156 дворів, православна церква, школа, 2 водяних і вітряний млини.
- Дубище — колишнє власницьке село при річці Случ, 389 осіб, 79 дворів, православна церква, постоялий будинок.
- Марківці — колишнє власницьке село при річці Самець, 624 особи, 112 дворів, православна церква, 2 постоялих будинки, кузня, паровий і вітряний млини.
- Мончинці — колишнє власницьке село, 460 осіб, 77 дворів, православна церква, постоялий будинок, 2 водяних і вітряний млини.
- Моньки — колишнє державне село, 391 особа, 67 дворів, католицька каплиця.
- Писарівка — колишнє власницьке село, 477 осіб, 84 двори, поштова станція й постоялий будинок.
- Сорокодуби — колишнє власницьке село при річці Случ, 346 осіб, 61 двір, православна церква й постоялий будинок.

У 1900-1913 роках складалася з 15 поселень, 15 сільських громад. 
Станом на 1900 населення зросло до 9829 осіб, 1419 дворових господарств, волосним старшиною був Автоном Трач.
Станом на 1913 населення зросло до 15 323 осіб, 2455 дворових господарств, волосним старшиною був К. Колесник.